# Komets de Fort Wayne
Pour l’article homonyme, voir Komets de Fort Wayne (LIH).
Les Komets de Fort Wayne sont une franchise de ligue mineure de hockey sur glace qui évolue actuellement dans l'ECHL. L'équipe est basée Fort Wayne dans l'Indiana.

## Historique
Les Komets ont commencé leur activité dans la Ligue internationale de hockey en 1990 et restent dans cette ligue jusqu'en 1999 date à laquelle ils rejoignent l'UHL.
En 2007, ils rejoignent une nouvelle version de la Ligue internationale de hockey et remportent lors des trois saisons de cette ligue le championnat à la fois lors de la saison régulière mais également des séries.
Au terme de la saison 2009-2010, la LIH fusionne avec la Ligue centrale de hockey et les Komets rejoignent alors cette dernière.
Le 17 mai 2012, ils sont acceptés dans l'ECHL pour le début de la saison 2012-2013.

### Palmarès
- Coupe Turner de la LIH[5],[6]
  - Vainqueurs : 1992-1993 et 1993-1994.
- Coupe Coloniale[7]
  - Vainqueurs : 2002-2003
- Ligue internationale de hockey (2007-2010)
  - Champion de la saison régulière : 2008 et 2009
  - Coupe Turner : 2008 et 2009